# ساندر سولبرغ
ساندر سولبرغ (بالنرويجية البوكمول: Sander Solberg)‏ هو لاعب كرة قدم نرويجي في مركز الوسط، ولد في 12 مايو 1972 في فريدريكستاد في النرويج. شارك مع منتخب النرويج تحت 18 سنة لكرة القدم ومنتخب النرويج تحت 21 سنة لكرة القدم. أما مع النوادي، فقد لعب مع نادي سترومسغودست ونادي فريدريكستاد ونادي فيكينغ.

## وصلات خارجية
- ساندر سولبرغ على موقع اتحاد النرويج (النرويجية)
- ساندر سولبرغ على موقع قاعدة بيانات كرة القدم.إي يو (الإنجليزية)